# Abatacept
Abatacept (được bán trên thị trường là Orencia) là một loại thuốc dùng để điều trị các bệnh tự miễn như viêm khớp dạng thấp, bằng cách can thiệp vào hoạt động miễn dịch của các tế bào T. Nó là một kháng thể sửa đổi.
Abatacept là một protein tổng hợp bao gồm vùng Fc của immunoglobulin IgG1 hợp nhất với miền ngoại bào của CTLA-4. Để một tế bào T được kích hoạt và tạo ra phản ứng miễn dịch, một tế bào trình diện kháng nguyên phải đưa ra hai tín hiệu cho tế bào T. Một trong những tín hiệu đó là phức hợp tương hợp mô học chính (MHC), kết hợp với kháng nguyên và tín hiệu khác là phân tử CD80 hoặc CD86 (còn được gọi là B7-1 và B7-2). Abatacept liên kết với phân tử CD80 và CD86, và ngăn chặn tín hiệu thứ hai. Không có tín hiệu thứ hai, tế bào T không thể được kích hoạt.
Abatacept được phát triển bởi Bristol-Myers Squibb và được cấp phép tại Hoa Kỳ để điều trị viêm khớp dạng thấp trong trường hợp không đáp ứng đủ với liệu pháp chống TNFa. Một số bác sĩ chỉ trích chi phí của nó (3.500 đến 3.800 đô la một tháng, giống như các loại thuốc sinh học khác cùng loại) và tiếp thị quảng cáo của nó.

## Sử dụng trong y tế
Abatacept được sử dụng để điều trị cho người trưởng thành bị viêm khớp dạng thấp từ trung bình đến nặng (RA) như là một tác nhân thứ hai, và là một tác nhân đầu tiên cho những người bị RA nặng và tiến triển nhanh. Nó cũng được sử dụng để điều trị viêm khớp vẩy nến và viêm khớp tự phát thiếu niên.

## Chống chỉ định
Abatacept chưa được thử nghiệm ở phụ nữ mang thai và không biết có được tiết ra trong sữa mẹ hay không; Nó gây ra dị tật bẩm sinh ở loài gặm nhấm khi dùng với liều rất cao và lây truyền qua sữa mẹ.
Mọi người nên được kiểm tra bệnh lao và bất kỳ nhiễm trùng nào được loại bỏ trước khi bắt đầu abatacept; vắc-xin nên được cập nhật trước khi bắt đầu abatacept. Abacept có thể sẽ can thiệp vào bất kỳ loại vắc-xin nào được đưa ra trong khi mọi người đang dùng nó.
Nó không nên được sử dụng kết hợp với thuốc đối vận anakinra hoặc TNF. Vì các chất đối kháng abatacept, anakinra và TNF ức chế hệ thống miễn dịch, sử dụng chúng kết hợp có thể làm tăng đáng kể nguy cơ nhiễm trùng nặng.

## Tác dụng phụ
Mọi người đã trải qua nhiễm trùng nghiêm trọng do ức chế hệ thống miễn dịch của abatacept; một số trong những bệnh nhiễm trùng đã gây tử vong Những người bị COPD có khả năng bị nhiễm trùng phổi thường xuyên hơn bình thường. Một số người đã có phản ứng phản vệ với thuốc. Abatacept có thể khiến các bệnh ung thư phát triển chậm phát triển và lan rộng, do sự ức chế của hệ thống miễn dịch.
Các tác dụng phụ rất phổ biến (xảy ra ở hơn 10% số người) bao gồm nhiễm trùng đường hô hấp trên. Các tác dụng phụ thường gặp (xảy ra ở khoảng 1% đến 10% ở người) bao gồm nhiễm trùng đường hô hấp dưới, nhiễm trùng đường tiết niệu, nhiễm herpes, viêm phổi, cúm, ho, huyết áp cao, đau dạ dày, tiêu chảy, buồn nôn, nôn, đau dạ dày, loét miệng, transaminase tăng cao, phát ban, mệt mỏi, yếu, phản ứng tại chỗ tiêm và phản ứng tiêm toàn thân.

## Cơ chế hoạt động
Abatacept ngăn chặn các tế bào trình diện kháng nguyên (APCs) cung cấp tín hiệu đồng kích thích. Điều này ngăn các tế bào T được kích hoạt đầy đủ, và thậm chí điều hòa chúng. Tín hiệu đơn giản mà không có đồng kích thích cho phép tế bào nhận ra tín hiệu chính là "tự" và không phản hồi lan man cho các phản ứng trong tương lai.
Để các tế bào T được kích hoạt và tấn công một kháng nguyên, kháng nguyên đó phải được trình diện cho tế bào T bởi một tế bào trình diện kháng nguyên (APC).
Sự kích hoạt đó đòi hỏi hai tín hiệu (một trong số đó được gọi là tín hiệu đồng kích thích hoặc tín hiệu 2):
Đối với tín hiệu 1, APC phải liên kết kháng nguyên với một phân tử phức hợp tương hợp mô lớn (MHC), đưa phức hợp đó lên bề mặt của nó và đưa nó vào thụ thể tế bào T trên bề mặt tế bào T.
Đối với tín hiệu 2, APC phải trình diện protein B7 trên bề mặt tế bào của nó với protein CD28 trên bề mặt tế bào T. Hai tín hiệu này kích hoạt tế bào T. Không có tín hiệu 2, tế bào T sẽ không được kích hoạt và sẽ trở thành dị ứng.
Abatacept bao gồm một protein tổng hợp của miền ngoại bào của CTLA-4 và IgG1 của con người, liên kết với protein B7 trên APC và ngăn nó truyền tín hiệu đồng kích thích đến tế bào T.

## Hóa học
Abatacept là một protein tổng hợp bao gồm miền ngoại bào của CTLA-4 với các bản lề, CH2 và CH3 của IgG1.

## Nghiên cứu
Abatacept là cơ sở cho belatacept thế hệ thứ hai hiện đang được thử nghiệm trong các thử nghiệm lâm sàng. Chúng chỉ khác nhau bởi 2 amino acid. Trong ghép tạng, belatacept nhằm mục đích cung cấp sự sống sót cho mảnh ghép kéo dài đồng thời hạn chế độc tính được tạo ra bởi các chế độ ức chế miễn dịch tiêu chuẩn như thuốc ức chế calcineurin (ví dụ cyclosporin).